# Weilimdorf-West
Weilimdorf-West ist ein Landschaftsschutzgebiet im Stuttgarter Stadtteil Weilimdorf. Es zeichnet sich nach Einschätzung der Stadt Stuttgart durch eine vielfältige Kulturlandschaft mit Streuobstwiesen, Grünland-, Acker-, Garten- und Waldflächen als sich ergänzende Lebensräume für einheimische Pflanzen und Tiere aus und dient als Naherholungsgebiet.

## Landschaftsschutzgebiet
Die Flächen wurde durch Verordnung der Landeshauptstadt Stuttgart vom 3. September 2004 unter der Schutzgebietsnummer 1.11.046 als Landschaftsschutzgebiet ausgewiesen. Das Gebiet hat eine Größe von 258,6 Hektar.
Das Schutzgebiet umfasst im Wesentlichen folgende Landschaftsteile:
- Die Wiesen-, Garten- und Ackerflächen entlang der B 295, im Osten bis zum Ortsrand von Weilimdorf, im Westen bis zum Bebauungsrand von Wolfbusch, Giebel und Hausen;
- den Fasanengarten mit umliegenden Gärten;
- den Schnatzgraben und den Beutenbach mit den angrenzenden Wiesen-, Acker- und Gartenflächen;
- die Freiflächen nördlich der B 295 zwischen der Stadtkreisgrenze von Stuttgart und dem Rand des Gewerbegebietes von Weilimdorf mit dem Schuttberg „Grünen Heiner“.

## Frühere Eingriffe
1986 wurde durch den Bereich des damals noch nicht ausgewiesenen Schutzgebiets eine Umgehungsstraße für die B 295 gebaut.

## Geplante Eingriffe
Die Stuttgarter Straßenbahnen AG plant in dem Schutzgebiet nahe Weilimdorf einen neuen Betriebshof. Der Bereich liegt in einem regionalen Grünzug und in einer Frischluftschneise, die mit der Versorgung der nahen Wohngebiete mit Kalt- und Frischluft von Bedeutung sind.